# 黄権
黄 権（こう けん、? - 240年4月）は、中国後漢末期から三国時代の人物。字は公衡。益州巴西郡閬中県の出身。子は黄崇・黄邕。蜀・魏の両王朝に仕えた。『三国志』では蜀書に伝が立てられている。

## 生涯
若くして郡吏となり、劉璋に召されて主簿となった。
211年、張松が劉備を使って張魯に対抗させることを劉璋に献策した際、黄権は「左将軍（劉備）を武将として扱えば不満に思うでしょうし、賓客として扱えば一国に二人の君主がいることになってしまいます」と反対した。しかし、劉璋はこの進言を聞き入れず、使者を出して劉備を迎え、黄権を広漢県令に左遷した。
212年、劉備は益州攻略を開始した。周囲の郡県が降伏する中、黄権は城を堅守して劉備に屈しなかった。
214年、成都が包囲され劉璋は降伏した。黄権はそれを聞いた上で劉備に降伏した。劉備は黄権を偏将軍に任命した（劉備の入蜀）。
215年、張魯が曹操に敗れたと聞くと、黄権は劉備に「漢中を失えば益州を失う事になるでしょう」と進言した。そこで、劉備は黄権を護軍に任じ、張魯の救援に向かわせた。しかし、既に張魯は曹操に降伏し、漢中は曹操の支配下になっていたが、黄権は曹操が任命した巴東太守朴胡・巴西太守杜濩・巴郡太守袁約を撃破した。
219年、劉備は定軍山で夏侯淵を討ち漢中を占領したが、それらは黄権の立てた計略によるものであった（定軍山の戦い）。その後、劉備は漢中王となったが、益州牧も兼任していたため、黄権を治中従事に任命した。
220年、他の益州士人と共に劉備に皇帝に即位するよう上表した。さらに、諸葛亮ら重臣一同と共に繰り返し即位を促した。この頃に光禄勲に任じられている。
222年、劉備は関羽の敵討ちと荊州奪還のため、自ら兵を率いて呉を攻めようとした。黄権は「呉の人々は勇猛でよく戦ううえに、わが軍は長江の流れに乗って攻めるのは容易ですが、退却するのは困難です。私が先陣を務めますので、陛下は後からお越しください」と諌めたが劉備は聞かず、黄権を鎮北将軍に任命し江北の諸軍を指揮させ、魏に対する守りとした。なお、劉備の皇帝推戴の上表では、光禄勲は黄柱であるため、黄権は劉備即位の時点で漢中平定の軍功を示す鎮北将軍に就任していた可能性がある。
その後、劉備は夷陵で陸遜に大敗し、黄権は退路を断たれて益州に戻る事ができなくなった。進退窮まった黄権はやむをえず魏に亡命した。蜀において、魏に降った黄権の妻子を捕えるべし、という意見が上がったが、劉備は「黄権が私を裏切ったのではない。私が黄権を裏切ったのだ」と、黄権の妻子を今まで通りに遇した（夷陵の戦い）。
ある時、曹丕が黄権に「そなたは逆（蜀）を捨て順（魏）に従った。陳平・韓信の例に倣ったのか」と聞くと、黄権は「私は劉備様から過分な厚遇を受けておりました。魏に降ったのは単に死を免れようとしただけで、古人を真似ようとは思っておりません」と答えた。曹丕はこの返答を気に入り、黄権を鎮南将軍・育陽侯・侍中とし、陪乗を許した。
魏に降伏した蜀人の中には、黄権の妻子は処刑されたと言う者もいたが、黄権はこれを信じなかった。
223年、劉備が崩御した際、魏の群臣は曹丕に祝賀を述べたが、黄権だけはこれに参加しなかった。曹丕は黄権を驚かせようと、何度も使者を出して黄権を呼びに行かせた。周囲は皆肝を冷やしたが、当人は平然としていたという。その後、益州刺史となり河南尹に駐在した。
司馬懿は黄権を高く評価しており「蜀に貴殿ほどの人間は何人おられますか？」と尋ねたところ、黄権は笑って「そこまで高く評価していただいていたとは存じませんでした」と答えた。司馬懿は諸葛亮に送った手紙の中で「黄公衡は快男子です。いつも貴殿を褒め称え、口にしない時はありません」と述べている。
239年10月、車騎将軍・儀同三司となった。
『蜀記』によると、曹叡が黄権に対し魏・呉・蜀の正統性について尋ねたところ、「天文によって決定すべきです」と答えたという。
240年に死去し、景侯と諡された。
黄権の爵位は黄邕が継いだ。しかし、黄邕には子がなかったため爵位は断絶した。また、蜀に残った子の黄崇は尚書郎に登り、のちに鄧艾率いる魏軍が蜀に攻め入った際、諸葛瞻に従って綿竹で諸葛瞻の子・諸葛尚、張遵、李球らとともに最後まで魏軍に抗戦して戦死した。

## 評
陳寿『三国志』蜀書黄権伝の黄権評
度量が広く、思慮深かった。
楊戯『季漢輔臣賛』の黄権評
黄権の思考は鋭く、策略は素晴らしく、軍を率いて敵を追い払い、見事な功績を挙げた。
袁宏『三国名臣序賛』
蜀の四名臣として諸葛亮・龐統・蔣琬と並んで取り上げられている。　
程至善（明）『史砭』の黄権評
蜀に帰還する道がなかったのなら、死ぬだけのことだ。死を免れたのは幸運だったかもしれないが、忠義とは言えない。黄権は昔の人間の敬慕するところとなっているが、今の人間は恥ずべき人物と考えるのではないか。